# Alcis decolor
Alcis decolor là một loài bướm đêm trong họ Geometridae.